# Galeazzo von Thun und Hohenstein
Galeazzo Graf von Thun und Hohenstein of kortweg Galeazzo, ook wel Galeas von Thun und Hohenstein, (1850 – 14 november 1931) was een Oostenrijkse edelman. Hij werd in 1905 gekozen tot prins-grootmeester van de Souvereine Militaire Hospitaalorde van Sint-Jan van Jeruzalem, Rhodos en Malta.

## Levensloop
De rooms-katholieke Oostenrijkse aristocraat verkoos een geestelijke loopbaan te volgen. Hij werd een "Fra'" of "Frater" en een van de geprofeste ridders van Justitie van de Orde van Malta. Daarvoor legde hij de drie geloften van kuisheid, armoede en gehoorzaamheid af en werd hij kerkrechtelijk gezien monnik, ook al bleef hij, als alle ridders van Malta, als een "wereldheer" in zijn eigen huis wonen. In 1905 koos een conclaaf van de orde hem tot prins-grootmeester als opvolger van de gestorven Fra' Johann Baptist Ceschi a Santa Croce.
De in Oostenrijk geboren grootmeester kwam in de Eerste Wereldoorlog in een moeilijk parket; Franse, Belgische en Britse Maltezer ridders, velen van hen waren officier, kwamen tegenover de Duitse en Oostenrijkse ridders te staan. In 1915 verklaarde Italië, waar zijn residentie stond, de oorlog aan Oostenrijk.
Fra' Galeazo verbleef het grootste deel van de oorlog in Oostenrijk. Hij heeft een groot deel van de fondsen van de orde belegd in Oostenrijkse oorlogsobligaties. Deze investeringen plaatsten de neutraliteit van de orde, zij was partij in het conflict, in een vreemd daglicht. In 1918 weigerden de Oostenrijkse, Hongaarse en Tsjechoslowaakse regeringen om de oorlogsleningen af te betalen en de verschuldigde rente uit te keren. De Orde van Malta was geruïneerd.
Prins-grootmeester Fra' Galeazo regeerde in moeilijke jaren, het oude Europa waarin de adel een grote rol speelde was in de chaos van de revoluties zwaar aangeslagen en de Oostenrijkse en Boheemse grootprioraten verloren veel van hun bezittingen door grondhervormingen en nationalisatie. De orde kreeg een zware taak aan het lenigen van de nood van de oorlogsslachtoffers van de Eerste Wereldoorlog

In de twee laatste jaren van zijn regering werd de door ouderdomsklachten geplaagde grootmeester vervangen door luitenant-grootmeester Fra' Pio Franchi de' Cavalieri.